# Petter Nilsson-Lång
Lars Petter Nilsson-Lång, tidigare Petter Lasu Nilsson och Petter Nilsson, född 12 april 1971 i Boden, är en svensk ishockeytränare och före detta professionell ishockeyspelare (back). 
Tillsammans med sina lagkamrater Erik Granqvist och Robert Nordberg i Luleå HF, så var han med i punkrockbandet Ebba Blitz 1996.
Säsongen 2016/17 inledde han som assisterande tränare för Luleå HF i SHL, och efter halva säsongen blev han istället huvudtränare, efter att Stefan "Skuggan" Nilsson lämnade sin post i februari 2017.

## Spelarkarriär
- 1987-91 - Bodens IK
- 1991-96, 2000-04 - Luleå HF
- 1996-98 - Kölner Haie
- 1998-2000 - Västra Frölunda HC

## Tränarkarriär
- 2010-12 - Luleå HF J20
- 2012-13 - Tingsryds AIF
- 2015 - Brynäs IF
- 2015-16, 2017-19 - Bodens HF
- 2016-17 - Luleå HF